# 全国中学校ヨット選手権大会
全国中学校ヨット選手権大会（ぜんこくちゅうがっこうヨットせんしゅけんたいかい）は、日本の中学生を対象としたヨット競技（セーリング）大会。全中（ぜんちゅう）と略される。毎年7月に３日間にわたって開催される。

## 概要
艇種はOP（オプティミスト）級、ミニホッパー級、シーホッパー級SRが対象となる。３日間の大会期間中に、実際にレースが行われるのは２、３日目の二日間のみであり、それぞれ３レースずつ行われる。個人戦と団体戦があり、個人戦は、男女別で種目が分けられているが、レースは艇種ごとに男女同時に行われる。団体戦は、団体参加得点と個人戦の競技得点の総和で集計され、それが多い順に順位が決められる。

## 競技方式
競技は「セーリング競技規則」に基づいて行われ、多数のヨットが同時にスタートし、海上に設置してあるマークブイに決められた順番で到達し、ゴール地点にいかに早く到着するかを競う。レースは合計６レース行われ、それぞれのレースの結果をもとに上位から得点を少ない順につける。個人戦の最終成績は、全レースの得点の合計点が小さい艇を上位とする。ただし海の状態によってはレースが中止になる場合があるため、1レースでも成立していれば、それまで行われたレース結果を最終成績としている。

## 歴代優勝校
| 回 | 年度 | 開催地 | 会場                                 | 優勝       | 優勝   |
| -- | ---- | ------ | ------------------------------------ | ---------- | ------ |
| 1  | 2003 | 富山   | 富山県新湊マリーナ                   | 射北中     | 富山   |
| 2  | 2004 | 富山   | 富山県新湊マリーナ                   | 射北中     | 富山   |
| 3  | 2005 | 高知   | 香南市マリンスポーツ施設（シースポ） | 網田中     | 熊本   |
| 4  | 2006 | 山形   | 鼠ヶ関マリーナ                       | 夜須中     | 高知   |
| 5  | 2007 | 千葉   | 稲毛ヨットハーバー                   | 射北中     | 富山   |
| 6  | 2008 | 高知   | 香南市マリンスポーツ施設（シースポ） | 射北中     | 富山   |
| 7  | 2009 | 富山   | 富山県新湊マリーナ                   | 射北中     | 富山   |
| 8  | 2010 | 山形   | 鼠ヶ関マリーナ                       | 射北中     | 富山   |
| 9  | 2011 | 千葉   | 稲毛ヨットハーバー                   | 夜須中     | 高知   |
| 10 | 2012 | 富山   | 富山県新湊マリーナ                   | 射北中     | 富山   |
| 11 | 2013 | 高知   | 香南市マリンスポーツ施設（シースポ） | 逗子開成中 | 神奈川 |
| 12 | 2014 | 富山   | 富山県新湊マリーナ                   | 射北中     | 富山   |
| 13 | 2015 | 高知   | 香南市マリンスポーツ施設（シースポ） | 未開催     | 無し   |
| 14 | 2016 | 千葉   | 稲毛ヨットハーバー                   | 逗子開成中 | 神奈川 |
| 15 | 2017 | 富山   | 富山県新湊マリーナ                   | 射北中     | 富山   |
| 16 | 2018 | 香川   | 高松市ヨット競技場                   | 磯辺中     | 千葉   |
| 17 | 2019 | 高知   | 香南市マリンスポーツ施設(シースポ)   | 紫雲中     | 香川   |
| 18 | 2021 | 富山   | 富山県新湊マリーナ                   | 紫雲中     | 香川   |
| 19 | 2022 | 香川   | 高松市ヨット競技場                   | 射北中     | 富山   |
| 20 | 2023 | 千葉   | 稲毛ヨットハーバー                   | 磯辺中     | 千葉   |
| 21 | 2024 | 香川   | せとうちサスティナブルヨットハーバー | 紫雲中     | 香川   |